# Timmbrücke

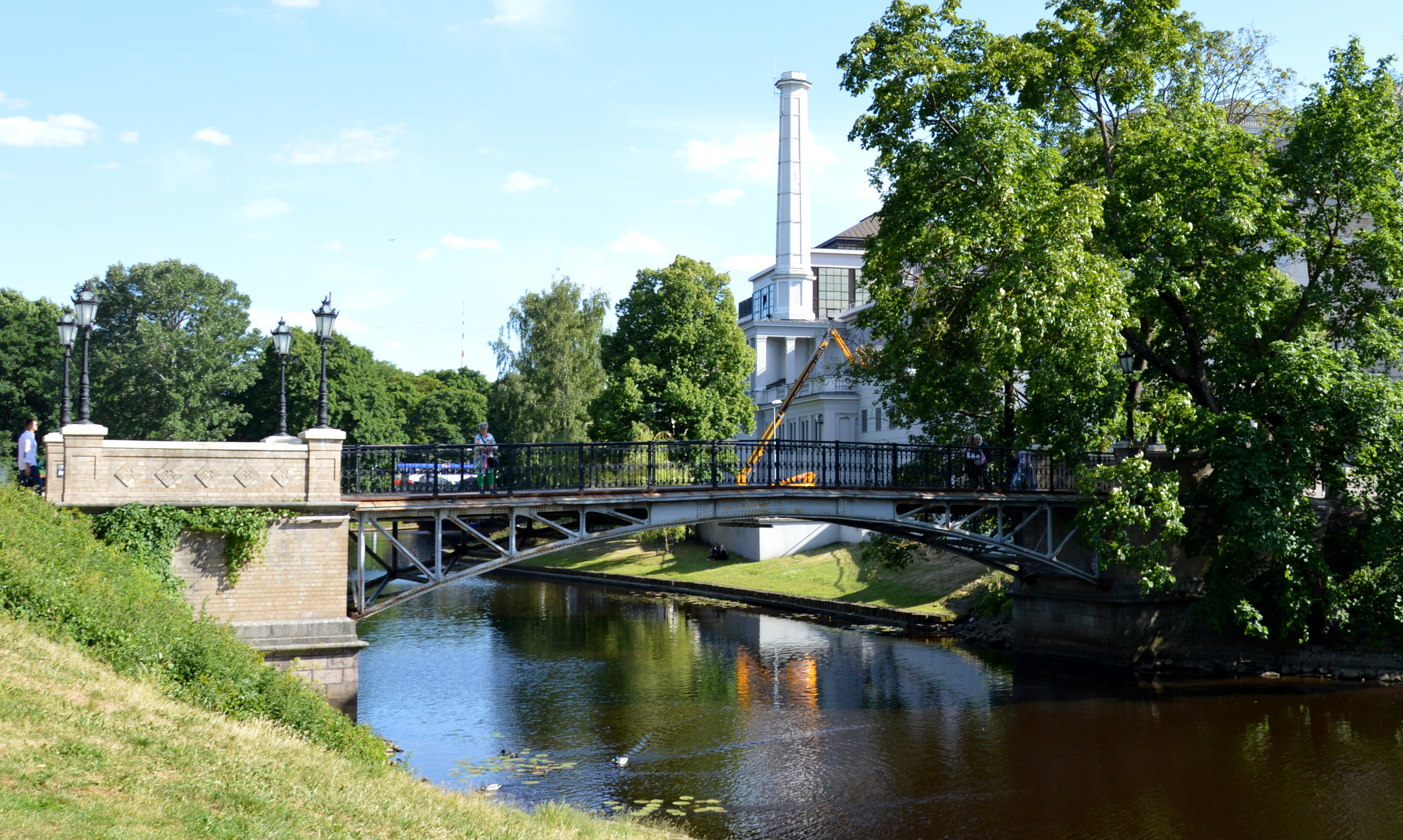
Timmbrücke, Blick von Nordwesten

Die Timmbrücke (lettisch Timma tilts) ist eine Fußgängerbrücke in der lettischen Hauptstadt Riga.
Sie befindet sich im Park Basteiberg östlich der Rigaer Altstadt und überbrückt den Stadtkanal. Über sie führt der vom nordöstlich gelegenen Rainis-Boulevard (Raiņa bulvāris) zum südwestlich am Aspasia-Boulevard (Aspazijas bulvāris) gelegenen Lettischen Nationaloper führende Fußweg.
Der Bau der Brücke geht auf eine Geldspende der Witwe des Professors am damaligen Rigaer Polytechnischen Institut, Wilhelm von Timm zurück. Von Timm hatte verfügt, dass die Brücke auf direktem Weg zwischen den nordöstlich gelegenen Gebäuden des Instituts und dem südwestlich gelegenen Theatergebäude entstehen sollte. Einen ausgerichteten Bauwettbewerb gewann ein Entwurf des aus Windau stammenden Ingenieurs Iwan Kropiwjansky. Es entstand eine einbogige Stahlbrücke. Die Gesamtkosten betrugen 16.594 Rubel, wovon 9.000 Rubel aus der Spende von Timms stammten. Anfang 1900 wurde die Brücke eingeweiht. 1995 erfolgte eine Restaurierung.